# Рафаэль I Бидавид
Его Блаженство Рафаэль I Бидавид (род. 17 апреля 1922 года, Мосул, Ирак — 7 июля 2003 года, Багдад, Ирак) — епископ Амадии с 20 июня 1957 года по 2 марта 1966 года, епископ Бейрута с 2 марта 1966 года по 21 мая 1989 года, архиепископ багдадский и патриарх Вавилона Халдейского Халдейской католической церкви с 21 мая 1989 года по 7 июля 2003 года.

## Биография
Рафаэль Бидавид родился 17 апреля 1922 года в городе Мосул, Ирак. После обучения в семинарии был рукоположён 22 октября 1944 года в священника. Обучался в Риме, где в 1946 году получил учёную степень доктора философии и теологии. C 1948 года по 1956 год преподавал философию в Мосуле.
6 октября 1857 года Римский папа Пий XII назначил Рафаэля Бидавида епископом Амадии. 6 октября 1957 года Рафаэль Бидавид был рукоположён в епископа.
В 1962—1964 годах участвовал в I, II, III и IV сессиях II Ватиканского собора.
2 марта 1966 года Римский папа Павел VI назначил Рафаэля Бидавида епископом Бейрута.
21 мая 1989 года Святейший Синод Халдейской католической церкви избрал Рафаэля Бидавида патриархом Вавилона Халдейского. 11 июня 1989 года папа римский Иоанн Павел II утвердил решение Святейшего Синода Халдейской католической церкви.
Умер 7 июля 2003 года в Багдаде.